# Kashirampur
Kashirampur es una ciudad censal situada en el distrito de Pauri Garhwal,  en el estado de Uttarakhand (India). Su población es de 10837 habitantes (2011). 

## Demografía
Según el censo de 2011 la población de Kashirampur era de 10837 habitantes, de los cuales 5453 eran hombres y 5384 eran mujeres. Kashirampur tiene una tasa media de alfabetización del 90,07%, superior a la media estatal del 78,82%: la alfabetización masculina es del 94,19%, y la alfabetización femenina del 85,95%.